# Oostpunt
Oostpunt, Land van Maal – miejscowość (plaats) w dystrykcie Bandariba, w kraju autonomicznym Curaçao, należącym do Holandii, w Ameryce Południowej. 20 października 2023 r. liczyła 1161 mieszkańców. Leży w południowej części wyspy i zajmuje ok. 12% całej jej powierzchni. Od 1870 r jest w prywatną własnością rodziny Maal. Na teren Oostpunta występuje zakaz wstępu, z wyjątkiem dojazdu do osad Sint Joris oraz Santa Catharina.

## Historia
W 1662 r. Matthias Beck zakłada tutaj plantację Klein Sint Joris, jako jedną z najstarszych na wyspie. Ok. 1840 r. mieszkało tutaj ok. 150-200 osób, z czego większość z nich była niewolnikami. Rodzina Maal osiedliła się na wyspie w II połowie XVIII w. jako oficerowie armii holenderskiej. Zakupili tutaj pięć plantacji, które wykorzystywali do celów rolniczych, hodowlanych oraz górniczych, chociaż większość terenu miejscowości pozostawała jako nietknięta, dzika przyroda. Tutejsza rafa koralowa jest uważana, za najlepiej zachowaną rafą w całych Karaibach.

## Osady
Trzy osady (wijk) należą do miejscowości:
- Koraal Tabak, niezamieszkana, znajduje się tutaj elektrownia wiatrowa
- Oudewater
- Sint Joris

Oostpunt zamieszkany jest przez rodzinę Maal, Willy'ego i jego matkę. W  Sint Joris stoją domy, w których mieszkają przede wszystkim tutaj urodzeni. Dojazd do osad zapewniają drogi asfaltowe, reszta dróg od roku 2011 jest nieutwardzona.